# Argunská památková a přírodní rezervace
Argunská památková a přírodní rezervace (oficiální ruský název Аргунский государственный историко-архитектурный и природный музей-заповедник) se rozkládá na ploše 233 800 ha v jižní části Čečenské autonomní republiky Ruské federace.

## Vznik rezervace
Argunská státní památková a přírodní rezervace byla vyhlášena usnesením Rady ministrů Čečensko-Ingušské autonomní sovětské socialistické republiky ze dne 15. 11. 1988 na základě usnesení č. 220 Rady ministrů RSFSR ze dne 2. 6. 1988. Cílem vzniku rezervace byla ochrana architektonických a historických památek, jakož i ochrana jedinečných přírodních fenoménů a vzácných a ohrožených druhů fauny a flóry na daném území. Na základě nařízení prezidenta Ruské federace č. 176 ze dne 20. 2.1995 byla Argunská rezervace zařazena do seznamu objektů historického a kulturního dědictví federálního (všeruského) významu.

## Území
Rezervace zahrnuje nejvýše položené horské oblasti na jihu Čečenska v okolí soutěsek řek Argunu a Šaro-Argunu, které mají společnou historii a krajinný ráz. Chráněnou oblast tvoří území okresů Šaroj, Itum-Kali, Galan-Čož (do roku 2012 se jednalo o část území okresu Ačchoj-Martan), dále okresu Čeberlojevského (dříve část okresu Vedeno) a části okresu Šatoj.

## Předmět ochrany

### Nekropole, kultovní místa a středověké pevnosti
Na území Argunské rezervace se nachází na 700 památkově chráněných historických, archeologických a přírodních objektů a staveb, z nichž více než pět desítek je na seznamu památek federálního významu.Včetně objektů, které nejsou zapsány na oficiálních seznamech památek, se na území rezervace nachází kolem 150 opevněných historických sídel, sestávajících z obranných a obytných věží, dále více než 20 kultovních míst, desítky starověkých kyklopských staveb a na 150 podzemních, nadzemních i skalních hrobek. Celkem je na tomto chráněném území na jihu Čečenska více než 2600 zřícenin obranných a strážních věží z období raného i pozdního středověku, z nichž zhruba 200 je v poměrně zachovalém stavu. Stavební a archeologické památky na území rezervace reprezentují historické období v délce 5000 let – od 3. tisíciletí před n. l. a po konec 19. století.

### Krajina
Území rezervace má převážně vysokohorský charakter s alpinskými loukami, bukovo-habrovými lesy či dubovými a březovými porosty. Rezervace zahrnuje oblast od severního předhůří Velkého Kavkazu až po hlavní kavkazský hřeben s vrcholy, přesahujícími nadmořskou výšku 4000 metrů. Významnou součást krajiny tvoří vodstvo. Jsou zde horské potoky a řeky, které svým tokem vymodelovaly řadu soutěsek, jezera, z nichž největší jsou Kezenoj-Am a Galajn-Am, nesčetná prameniště a také zdroje minerálních vod.

### Fauna
Vyskytují se zde různé druhy šelem, jako jsou lasice, kuny, lišky, jezevci a v neméně hojném počtu také vlci a medvědi. Na území přírodní rezervace žijí též druhy, typické pro tuto oblast: kozorožec kavkazský a levhart perský (neboli levhart kavkazský). Běžnými druhy zdejších savců jsou zajíci, černá a srnčí zvěř. Pokud jde o ryby, nejčastěji se v místních vodách vyskytuje pstruh potoční. V jezeře Kezenoj-Am žije původní endemický a kriticky ohrožený druh ryby – pstruh ezenamský. Kromě obvyklých druhů lesních ptáků jsou v horském regionu zastoupeni i velcí dravci, jako je orel, sokol, jestřáb a sup.

## Sídlo správy rezervace
Sídlem správy Argunské památkové a přírodní rezervace je Groznyj. Adresa sídla správy je: 364020,Чеченская Республика, г.Грозный ,ул.Деловая 19/65. Ředitelem správy je Said-Emin Džabrailov (Сайд-Эмин Джабраилов).